# 董志远
董志远（1989年3月16日—），是一名中国足球运动员，效力于中甲球队大连超越。

## 俱乐部生涯
董志远出道于武汉光谷。2008年进入一线队名单。2009年在武汉队退出中超后，董志远加入新成立的湖北绿茵俱乐部征战2009年中乙联赛并取得亚军冲甲成功。在为湖北绿茵效力三个赛季后，2012年董志远加入新成立的湖北华凯尔征战中乙联赛，并凭借他在半决赛第二场比赛加时赛中打入的制胜一球帮助球队冲甲成功。此后2014年董志远以随队主场迁至新疆。2016年转会至河北精英并担任球队主力，2017年转会至家乡球队大连超越征战中甲联赛。